# القراب والصالحين
القراب والصالحين مسرحية جزائرية ولد عبد الرحمن كاكي من إنتاج المسرح الجهوي لوهران عام 1982 مقتبساً أحداثها عن نصّ المسرحي الألماني برتولد بريشت "الإنسان الطيب من سيشوان"، والذي تدور قصّته حول بائعة هوى صينية رضيت عنها الآلهة لطيبتها. لكن أعمالها الخيّرة لم تعُد عليها إلاّ بالمتاعب، ما دفعها إلى أن تتقمّص شخصية أخيها الغامضة.

## ملخص
تدور أحداث المسرحية حول طلب أشهر الأولياء الصالحين وهم  سيدي عبد الرحمن، وسيدي بومدين، وسيدي عبد القادر من أهل قرية صغيرة استضافتهم، ويرفض سكانها ذلك بحجة الفقر، لكن بائع الماء أو ما يعرف ب «القراب» يرشدهم إلى بيت صليحة وهي امرأة تعيش بمفردها وعرف عنها بأنها «بائعة هوى»، فتستضيفهم وترحب بهم وتذبح لهم عنزتها الوحيدة، دون أن تخشى  الفقر رغم تحذير جارتها لها من المستقبل حيث أن علامات الاستغراب والتساؤل ظهرت على وجوههم، بعد أن قام أهل القرية برفض ضيافتهم.
يقوم الأولياء الصالحون بتكريم صليحة بملبغ مالي خيالي جزاءا لها على ما فعلته، لكن حارس مقام الولي الصالح سيدي دحمان، يحاول أن يحتال وينصب عليها بمساعدة كل من رئيس البلدية وإمام المسجد، وقاضي البلدية، من خلال صرف أموالها في الولائم والزردات اليومية ،بحجة  تكريم الأولياء الصالحين.
ونتيجة انتشار الأموال بين أهل القرية، فقد عمت الظواهر السلبية مثل تصديق الخرافات والشعوذة، لكن صليحة تتفطن للأمر، وتدرك أن أموالها  أفسدت القرية، لأنها لم تستثمرها استثمارًا حسنًا، في إشارة واضحة لما تؤول إليه المجتمعات نتيجة توفر ريع مالي، دون التوجه إلى العمل كقيمة جوهرية.

## الأدوار
شارك في التمثيل 21 ممثلا وممثلة  تقاسموا الأدوار:
1. فطيمة
2. العاشقة
3. الأعمى
4. الشاب
5. القاضي
6. الراقي
7. الخديم
8. القراب،
9. الولي الصالح
10. عويشة
11. المير،
12. صليحة
13. سليم.

## وصلات خارجية
- القراب والصالحين